# Times are changing
Times are changing is een single van DI-RECT uit 2009. Het is de opener van hun album This is who we are, dat in mei 2010 verscheen.
Times are changing gaat over de opkomst van eenzaamheid binnen een massa mensen. Het was een week lang 3FM Megahit. Barthezz maakte even later een remix van het lied.

## Hitnotering
Het bleef vooralsnog een Nederlandse onderneming, de Belgische hitlijsten kennen deze plaat niet.

### Nederlandse Top 40
| Positie: | 19 | 17 | 12 | 11 | 15 | 13 | 19 | 19 | 16 | 16 | 20 | 28 | 31 | 39 | uit |

### NederlandseSingle Top 100
| Positie: | 2 | 3 | 6 | 22 | 36 | 48 | 44 | 39 | 26 | 33 | 30 | 30 | 51 | 46 | 55 | 54 | 77 | uit |

### NPO Radio 2 Top 2000
| Nummer met noteringen in de NPO Radio 2 Top 2000 | '14  | '15  | '16  | '17  | '18  | '19  | '20 | '21  | '22 | '23 | '24 |
| ------------------------------------------------ | ---- | ---- | ---- | ---- | ---- | ---- | --- | ---- | --- | --- | --- |
| Times are changing                               | 1724 | 1288 | 1330 | 1319 | 1536 | 1373 | 721 | 1067 | 898 | 984 | 968 |

1. ↑  Een vetgedrukt getal geeft de hoogste notering aan.
2. ↑  2014 was het eerste jaar met een notering voor dit nummer.